# 科斯塔比萨拉
科斯塔比萨拉（義大利語：Costabissara），是意大利威尼托大区维琴察省的一个市镇。总面积13.21平方公里，人口6945人，人口密度525.7人/平方公里（2009年）。国家统计（ISTAT）代码为024035。